# هند بن ابی هاله
هند بن ابی هاله با نام کامل هند بن هند بن النباش بن زراره بن وقدان بن حبیب بن سلامه بن غذی بن جرده بن اسید بن عمرو بن تمیم، صحابه پیامبر اسلام و فرزند خدیجه بنت خویلد بن اسد از همسر اولش بود که در جریان جنگ جمل توسط ابن یثربی کشته شد.